# Velarifictorus acutilobus
Velarifictorus acutilobus är en insektsart som beskrevs av Sigfrid Ingrisch 1998. Velarifictorus acutilobus ingår i släktet Velarifictorus och familjen syrsor. Inga underarter finns listade i Catalogue of Life.